# Legenda o svatém Prokopu (Vrchlický)

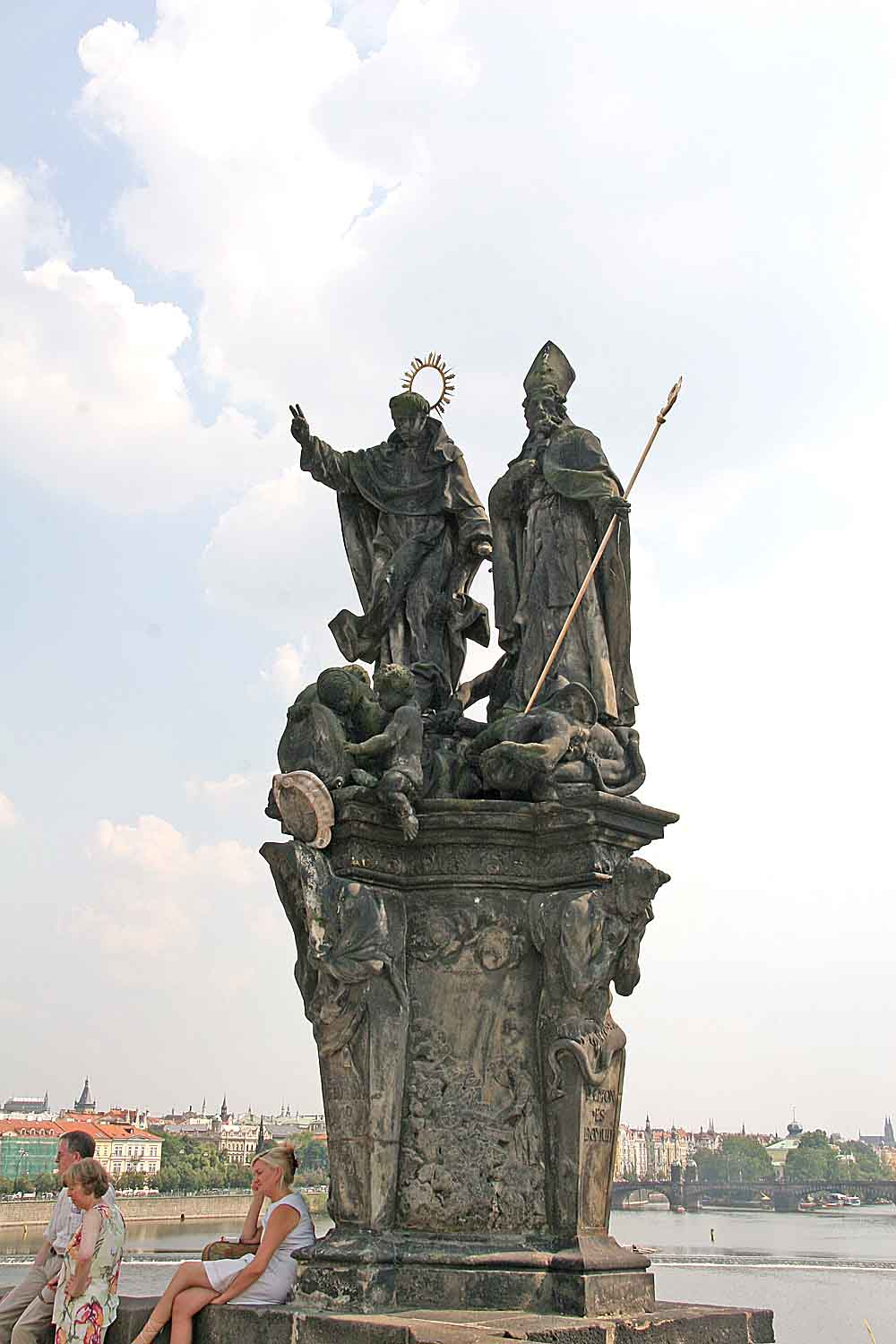
Święci Wincenty i Prokop na Moście Karola w Pradze

Legenda o svatém Prokopu – poemat epicki czeskiego poety i dramaturga Jaroslava Vrchlickiego, opublikowany w 1884. Utwór jest napisany ośmiozgłoskowcem.

S vichrem liják svatbu slaví,
hrom jim k tomu tluče v buben,
blesky jsou jim pochodněmi.
Jak to padá s hustých mračen,
jak to hvízdá šumným borem,
hučí, píská, stená, výská,
praští v lese, úpí v skalách,
a krůpěje deště v tanci
poskakují divým tryskem !
Jaký vír a jaká vřava!

Bohaterem poematu jest czeski święty opat Prokop, żyjący na przełomie X i XI wieku.